# Agathis amboinensis
Agathis amboinensis är en stekelart som först beskrevs av David Timmins Fullaway 1919. 
Agathis amboinensis ingår i släktet Agathis och familjen bracksteklar. Inga underarter finns listade i Catalogue of Life.